# Watergeus (schip, 1929)
De Watergeus is een voormalige watertankboot die geruime tijd de bevoorrading van water op de binnenvaart rond Terneuzen voorzag. Het schip is vernoemd naar de koningsgezinde watergeuzen die in de 16de eeuw aan de zijde van Willem van Oranje meevochten tegen de Spanjaarden.

## Bouw van het schip
Het schip werd in 1929 gebouwd bij Scheepswerf Apol te Wirdum, Groningen onder de naam Jantje voor reder H. Sannema. Ze was 27 meter lang en met een 2 cilinder Cimax ruweoliemotor uitgerust.

## Tweede Wereldoorlog
Tijdens de Tweede Wereldoorlog raakte het schip zwaar beschadigd. Hieronder het rapport opgesteld door de scheepvaartkundigen van Groningen:
 "Ondergeteekende T. Tammes, scheepvaartkundig expert te Groningen als deskundige benoemd, door de Vereen. 'Oranje' Afd. 'Varia' te Groningen in opdracht van H.H. Gemachtigden der Regering firma Jan ter Meulen & Co. Amsterdam, in overleg met den bijzonder gemachtigde, den Heer T.L. Melema, te Groningen, teneinde de schade op te nemen, te begrooten en vast te stellen aan het motorschip 'JANTJE' ontstaan door oorlogshandelingen op 15 april 1945 Eemskanaal Groningen; verklaart dat hij zich ingevolge deze opdracht op 18 Juli 1945 aan boord van genoemd schip heeft begeven, toen liggende Eemskanaal Groningen; door den schipper werd de volgende verklaring afgelegd; Ik lag met mijn schip Eemskanaal Groningen, en was beladen met ontplofbaarstoffen. Ammunitie. Ik was zelf niet aan boord, na de bevrijding werd ik nog niet toe gelaten, den 29 april mocht ik weder aan boord gaan, en bleek dat de 'JANTJE' zwaar beschoten was. Na aan boord een nauwkeurig onderzoek te hebben ingesteld werd de schade door ondergetekende, met inachtneming van de richtlijnen, van den Alg, Gemachtigde voor de Wederopbouw en Bouwnijverheid, afd. Vaartuigen te Rotterdam begroot en vastgesteld op f 3225,50.
Aldus naar beste weten en kunnen opgemaakt te Groningen, 19 Juli 1945. T. Tammes:

## Naoorlogse geschiedenis
In 1951 werd de houten mast van het schip verwijderd en G.H. Lever kocht het schip in 1956 en herdoopte haar in Johanna.
In 1961 werd ze verlengd tot 39.98 meter.

## Watertankboot en erna

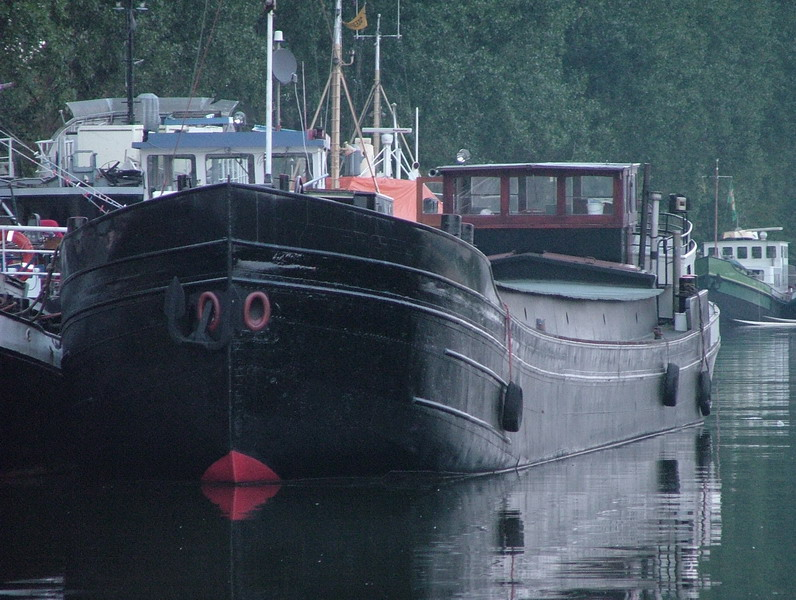
MS Watergeus te Sluiskil

Vanaf 1992 tot begin 2001 fungeerde ze als watertankboot. Ze was toen eigendom van J.M. Hamelink Doelder uit Terneuzen. Ze voer eerst onder de naam Olivier en later onder de naam 'Watergeus', dewelke ze nog steeds draagt.
In 2003 werd het schip verkocht aan een Engelsman die plannen had het schip om te bouwen tot zeilboot/winkelschip. Het schip zou openen in Londen, doch financiële redenen hielden het nooit afgewerkte project in Nederland.
Sedert begin 2006 doet het schip dienst als woonboot. Zij is een van de weinige schepen gebouwd bij Apol die nog bestaat. Het schip staat eveneens op de lijst van de te klasseren schepen in België.